# Galuanta
Galuanta (oset. Galuantae) – wieś w Osetii Południowej, w regionie Cchinwali. W 2015 roku liczyła 47 mieszkańców.